# 庭田清美
庭田 清美（にわた きよみ、1970年12月10日 - ）は、茨城県牛久市出身の女子プロトライアスロン選手である。茨城県立竜ヶ崎第二高等学校卒業。元アシックス・ザバス所属。

## 来歴
中学までは競泳に打ち込み、高校卒業後にインストラクターとして勤務中、トライアスロンと出会う。
1994年に競技デビュー。
1995年　トライアスロンレースで初優勝。
1996年、第1回JTU認定記録会に合格。ワールドカップ初出場を果たす。
1997年、プロ宣言。ワールドカップ蒲郡大会で準優勝を決め、日本人初の表彰台。
トライアスロンが初めて競技種目となった2000年のシドニー五輪にも出場。日本人最高位となる14位となった。五輪には3大会連続で出場。
シドニー五輪後はオーストラリア・ゴールドコーストを練習拠点とする。
日本選手権では2003年に初優勝を決め、3度の優勝を誇る。
2016年を最後に第一線から退く意向を示した。ただし2017年日本選手権は出場を目指す。
2017年より各地のレースにゲスト出場しながら、トライアスロン普及活動をしている。
2018年自身のレースウェアブランドMOJO by Kiyominを立ち上げる。

## 主な成績
- 1997年蒲郡ITUトライアスロン世界選手権2位
- 2000年シドニーオリンピック 14位
- 2001年日本選手権2位
- 2002年北海道ITUトライアスロンアジアカップ2位
- 2002年天草ITUトライアスロンアジアカップ優勝
- 2002年日本選手権2位
- 2003年日本選手権優勝
- 2004年アテネオリンピック 14位
- 2005年日本選手権優勝
- 2006年日本選手権優勝
- 2007年アジア選手権4位
- 2007年世界選手権21位
- 2008年アジア選手権2位
- 2008年北京オリンピック 9位
- 2008年日本選手権2位
- 2009年ワールドカップ石垣島3位
- 2009年ITUトライアスロン世界選手権横浜大会6位
- 2010年垣島ITUワールドカップ優勝
- 2011年石垣島ITUワールドカップ3位
- 2011年威海ITUトライアスロンアジアカップ優勝
- 2011年威海ITUロングディスタンスワールドカップ優勝
- 2011年ASTCアジア選手権チャイニーズタイペイ優勝
- 2012年村上ITUトライアスロンアジアカップ2位
- 2012年IRONMANポートマッコリー プロカテゴリー5位
- 2013年南スマトラITUトライアスロンプレミアムアジアカップ3位
- 2013IRONMANケアンズ プロカテゴリー2位
- 2013年LAVAMAN　ハワイ島コナ　優勝
- 2014年IRONMANケアンズ プロカテゴリー2位
- 2014年IRONMANサンシャインコースト プロカテゴリー2位